# Czarna Woda (dopływ Czarnej Wody)
Czarna Woda – struga, lewostronny dopływ rzeki Czarnej Wody o długości 12,27 km i powierzchni zlewni 39,9 km².
Źródła strugi znajdują się w okolicy wsi Sękowo. Nad strugą funkcjonował w latach 1940-1943 nazistowski niemiecki obóz pracy w Przyłęku. Od 1973 planowany był na niej (na styku z rzeką Czarną Wodą) Zbiornik Bobrówka.